# Glipa atriventris humeralis
Glipa atriventris humeralis es una subespecie de coleóptero de la familia Mordellidae.

## Distribución geográfica
Habita en Madagascar.